# You are Old, Father William
You are Old, Father William, è un poemetto di Lewis Carroll che appare nel suo romanzo per bambini Le avventure di Alice nel Paese delle Meraviglie, recitato da Alice nel Capitolo 5 (ovvero nel capitolo 3 della prima versione, Le avventure di Alice sottoterra).

## Testo

### Testo originale
"You are old, Father William," the young man said,
"And your hair has become very white;
And yet you incessantly stand on your head—
Do you think, at your age, it is right?"
"In my youth," Father William replied to his son,
"I feared it might injure the brain;
But now that I'm perfectly sure I have none,
Why, I do it again and again."
"You are old," said the youth, "As I mentioned before,
And have grown most uncommonly fat;
Yet you turned a back-somersault in at the door—
Pray, what is the reason of that?"
"In my youth," said the sage, as he shook his grey locks,
"I kept all my limbs very supple
By the use of this ointment—one shilling a box—
Allow me to sell you a couple?"
"You are old," said the youth, "And your jaws are too weak
For anything tougher than suet;
Yet you finished the goose, with the bones and the beak—
Pray, how did you manage to do it?"
"In my youth," said his father, "I took to the law,
And argued each case with my wife;
And the muscular strength which it gave to my jaw,
Has lasted the rest of my life."
"You are old," said the youth, "one would hardly suppose
That your eye was as steady as ever;
Yet you balanced an eel on the end of your nose—
What made you so awfully clever?"
"I have answered three questions, and that is enough,"
Said his father; "don't give yourself airs!
Do you think I can listen all day to such stuff?
Be off, or I'll kick you down stairs!"

### Traduzione italiana
- Sei ormai vecchio, pa' Guglielmo, -
disse il giovane figliolo,
- e la chioma hai bianca già;
pure insisti a stare ritto con la testa contro al suolo;
pensi proprio e per davvero che sia giusto alla tua età?
- Giovinetto, - pa' Guglielmo replicò
al curioso figlioletto,
- grande danno io temevo al mio cerebro sul serio;
però adesso son sicuro che di senno non ne ho più, io lo faccio e lo rifaccio senza darmene pensiero.
- Sei ormai vecchio, e lo ridico, -
disse pronto il ragazzino,
- e col tempo ti sei fatto grasso e tondo e non più fino;
eppur entri a capriole come un gatto dal portone;
dimmi tosto, te ne prego, come sta questa questione?
- Giovinetto, - il saggio disse agitando i bigi ricci,
- tutto il corpo conservavo sempre snello e senza impicci
grazie all'uso quotidiano d'un unguento
a uno scellino; se tu credi, mi permetti?
Te ne vendo un pochettino.
- Sei ormai vecchio, - il figlio disse,
- non ti regge la mascella, la ganascia ti traballa
anche a un tocco di midolla; pur finita hai l'oca tutta, ossa e becco, e poi più nulla; te ne prego dimmi svelto:
in che modo ce l'hai fatta?
- Giovinetto, - disse il padre, - intrapresi avvocatura
e ogni caso con la moglie lo mettevo in discussione;
è in tal modo ti confesso che la forza muscolare
da una vita in percussione
dello sport mandibolare mai non cessa e ognor mi dura.
- Sei ormai vecchio, - il figlio disse,
- ed è giusto immaginare che il tuo occhio, poveretto, già rinunci alla visuale; pur sul naso stai tenendo
sulla punta e senza fallo un'anguilla in equilibrio; come avvien questo portento?
- Per tre volte, - il padre disse,
- soddisfatto ho le domande;
ora basta, punto e a capo; quante arie, giovanotto! Pensi che le tue sciocchezze tutto il dì debba ascoltare?
Via di qua, o quelle scale te le faccio ruzzolare!

## Origine del poemetto
Come la maggior parte dei poemetti e delle filastrocche contenute ne Le avventure di Alice nel Paese delle Meraviglie, si tratta della parodia di una filastrocca dell'epoca in cui è stata scritta l'opera, più precisamente della filastrocca di Robert Southey, The Old Man's Comforts and How He Gained Them, originariamente pubblicata nel 1799. Come molti degli altri poemetti parodiati nel libro, ora è perlopiù dimenticata, mentre la parodia è ancora conosciuta.

## Nell'adattamento Disney
Nel film d'animazione della Walt Disney Productions del 1951 Alice nel Paese delle Meraviglie, la filastrocca è sostituita da un altro poemetto, How Doth the Little Crocodile nel dialogo con il Bruco, sempre presente nel libro ma in una circostanza diversa: infatti non viene recitata da Alice davanti al Brucaliffo, come doveva accadere per You are Old, Father William, ma viene recitata di fronte ai gemelli Pinco Panco e Panco Pinco, e appunto How Doth the Little Crocodile viene recitata di fronte al Brucaliffo.